# Геозавры
Геозавры (лат. Geosaurus) — род вымерших пресмыкающихся из семейства метриоринховых (Metriorhynchidae), группы своеобразных крокодиломорфов, обитавших в открытых водах около Европы, Северной и Южной Америк в верхнеюрской и нижнемеловой эпохах (161,2—130,0 млн лет назад).

## Описание
В отличие от своих сухопутных и полуводных родственников, геозавры потеряли защитную костную броню, став более лёгкими и обтекаемыми. Вдобавок, их передние и задние конечности превратились в плавники, тело стало тоньше и прогонистее, а на конце хвоста появился плавник. В останках черепа геозавров найдено доказательство наличия солевыводящий железы — органа, присущего ряду морских обитателей, который позволяет им пить солёную воду и есть морских животных. Успешные хищники, они использовали свои острые зубы для нападения на стаи рыб, кальмаров и других морских рептилий.
Геозавры были талаттозухиями среднего размера, достигали в длину примерно 3 м.

## Классификация
По данным сайта Fossilworks на апрель 2016 года в род включают 5 вымерших видов:
- Geosaurus giganteus (Sömmerring, 1816) [syn. Halilimnosaurus crocodiloides Ritgen, 1826, Lacerta gigantea Sömmerring, 1816, Mosasaurus giganteus (Sömmerring, 1816)]
- Geosaurus grandis (Wagner, 1958) [syn. Cricosaurus grandis (Wagner, 1958), Metriorhynchus grandis Wagner, 1958]
- Geosaurus lapparenti (Debelmas & Strannoloubsky, 1957) [syn. Dacosaurus lapparenti Debelmas & Strannoloubsky, 1957]
- Geosaurus medius (Wagner, 1858) [syn. Cricosaurus medius Wagner, 1858]
- Geosaurus sommerringi Meyer, 1831 [orth. var.  Geosaurus sommerringii Meyer, 1831]